# Gratia non tollit naturam, sed perficit
Gratia non tollit naturam, sed perficit (в перекладі з лат. «Благодать не руйнує природу, а вдосконалює її» або «Благодать не усуває природу, а доповнює її») — фраза, що є цитатою з Томи Аквінського (бл. 1224—1274). Він зазначає: «…благодать не руйнує природу, а реалізує її потенціал…» (Summa Theologiae (ST) I, 1, 8 ad 2). «Оскільки, отже, благодать не руйнує природу, а вдосконалює її, природний розум повинен служити вірі, як природний нахил волі служить милосердю». Тома стверджує, що істина людської природи знаходить цілковите сповнення через освячуючу благодать, оскільки це і є «perfectio naturae rationalis creatae» (Quaestiones quodlibetales, 4, 6).
Він стверджував, що благодать не суперечить природі. Боже творіння не може бути повністю зіпсоване людським гріхом; благодать зцілює недосконале природне розуміння Бога. Тома Аквінський поділяє благодать на два основні види (ST I—II, III).
Перший — gratia gratum faciens, що зазвичай це перекладається як «освячуюча благодать». Це благодать, яка освячує людину, даруючи їй причетність до божественної природи і впорядковуючи її до Бога як до своєї надприродної мети. Саме цій благодаті приділяється найбільше уваги в трактаті про благодать.
Іншим видом благодаті є gratia gratis data, що зазвичай перекладається як «безкорислива благодать». Це словосполучення не зовсім вдале, адже перший вид благодаті також дається Богом безоплатно, в сенсі безоплатно. Ця безоплатна благодать, в технічному сенсі, дається не для освячення одержувача, а для того, щоб одержувач міг допомагати людям у служінні Богові (I—II. III, 1c).